# Divize F 2019/2020
Divize F 2019/20 byla 1. ročníkem moravskoslezské Divize F, která je jednou ze skupin 4. nejvyšší soutěže ve fotbale v Česku. Tento ročník začal v sobotu 10. srpna 2019 úvodními zápasy 2. kola a předčasně skončil 8. března 2020 kvůli pandemii koronaviru v České republice.

## Formát soutěže
V sezóně se mělo utkat 14 týmů každý s každým dvoukolovým systémem podzim–jaro. 

## Předchozí soutěže týmů
- Z MSFL 2018/19 sestoupila do Divize F mužstva TJ Jiskra Rýmařov a TJ Valašské Meziříčí.
- Z Divize E přešla mužstva 1. BFK Frýdlant nad Ostravicí, FK Nový Jičín, SFC Opava „B“, FK Bospor Bohumín, FC Slavoj Olympia Bruntál, MFK Havířov, FC Heřmanice Slezská a SK Dětmarovice.
- Z Přeboru Moravskoslezského kraje 2018/19 postoupilo vítězné mužstvo SK Beskyd Frenštát pod Radhoštěm a FK SK Polanka (2. místo).
- Do Divize F byly zařazeny B-týmy ligových mužstev, a to MFK Karviná „B“ a FK Fotbal Třinec „B“.

## Konečná tabulka
Konečná tabulka po ukončení soutěže k 8. březnu 2020.
| Poř. | Tým                           | Z  | V | R | P  | VG | OG | B  |
| ---- | ----------------------------- | -- | - | - | -- | -- | -- | -- |
| 1.   | MFK Karviná „B“ (N)           | 13 | 8 | 3 | 2  | 32 | 12 | 27 |
| 2.   | SFC Opava „B“                 | 13 | 8 | 2 | 3  | 42 | 22 | 26 |
| 3.   | FK Třinec „B“ (N)             | 13 | 8 | 2 | 3  | 32 | 17 | 26 |
| 4.   | TJ Jiskra Rýmařov (S)         | 13 | 8 | 1 | 4  | 39 | 19 | 25 |
| 5.   | TJ Valašské Meziříčí (S)      | 13 | 7 | 3 | 3  | 22 | 15 | 24 |
| 6.   | FK Bospor Bohumín             | 13 | 7 | 2 | 4  | 31 | 28 | 23 |
| 7.   | SK Frenštát pod Radhoštěm (N) | 13 | 7 | 1 | 5  | 28 | 25 | 22 |
| 8.   | 1. BFK Frýdlant nad Ostravicí | 13 | 6 | 3 | 4  | 20 | 18 | 21 |
| 9.   | FK Nový Jičín                 | 13 | 5 | 2 | 6  | 18 | 25 | 17 |
| 10.  | MFK Havířov                   | 13 | 4 | 1 | 8  | 19 | 34 | 13 |
| 11.  | FC Heřmanice Slezská          | 13 | 4 | 1 | 8  | 15 | 31 | 13 |
| 12.  | SK Dětmarovice                | 13 | 3 | 2 | 8  | 23 | 29 | 11 |
| 13.  | FK SK Polanka (N)             | 13 | 2 | 2 | 9  | 16 | 27 | 8  |
| 14.  | FC Slavoj Olympia Bruntál     | 13 | 1 | 1 | 11 | 11 | 46 | 4  |

- Z = Odehrané zápasy; V = Vítězství; R = Remízy; P = Prohry; VG = Vstřelené góly; OG = Obdržené góly; B = Body; (S) = Mužstvo sestoupivší z vyšší soutěže; (N) = Mužstvo postoupivší z nižší soutěže (nováček)

|  | Postup do MSFL 2020/21                            |
|  | Sestup do Přeboru Moravskoslezského kraje 2020/21 |
|  | Přesun do Divize E 2020/21                        |